# Prefettura di Kérouané
Kérouané è una prefettura della Guinea nella regione di Kankan, con capoluogo Kérouané.
La prefettura è divisa in 8 sottoprefetture:
- Banankoro
- Damaro
- Kérouané
- Komodou
- Kounsankoro
- Linko
- Sibiribaro
- Soromaya